# Општина Сер
Општина Сер (грч. Δήμος Σερρών, Димос Серон) је општина у Грчкој у округу Сер, периферија Средишња Македонија. Административни центар је град Сер.

## Насељена места
Општина Сер је формирана 1. јануара 2011. године спајањем 6 некадашњих административних јединица: Горњи Брди, Ковакли, Капетан Митруси, Киспикеси, Сер и Фраштани.
- Општинска јединица Горњи Броди: Горњи Броди.
- Општинска јединица Кавакли: Кавакли, Доњи Христос, Календра.
- Општинска јединица Капетан Митруси: Митруси, Горња Камила, Горње Караџово, Еникој, Неволен, Хомондос, Чучулигово.
- Општинска јединица Киспикеси: Киспикеси, Агова Махала, Гудели, Доња Камила, Какараска, Кумарија, Нова Махала, Сал Махала, Џами Махала.
- Општинска јединица Сер: Сер, Дервешен, Доњи Метох, Дутлија, Ептамили, Карликој, Кринос, Мертатово, Ореховец, Хрисопиги.
- Општинска јединица Фраштани: Фраштани.